# Hans Hörbiger
Johannes "Hans" Evangelist Hörbiger (29 de noviembre de 1860, Atzgersdorf, Austria - 11 de octubre de 1931, en Mauer, Austria), conocido como Hans Hörbiger, fue un ingeniero austríaco. En 1894 inventó un nuevo tipo de válvula para compresores que todavía se usa ampliamente en la actualidad.
También es conocido por la creación de la teoría pseudocientífica Welteislehre o "Teoría del Mundo de Hielo".

## Biografía
Hanns Hörbiger nació en Atzgersdorf, un suburbio de Liesing, Vienna y estudió ingeniería en su localidad natal. En 1894, Hörbiger tuvo una idea para un nuevo diseño de motor de soplado de alto horno: reemplazó las válvulas de aleta de cuero viejas y fáciles de dañar con una válvula de acero. Abriendo y cerrando automáticamente, y con una guía ligera y sin fricción, la válvula de disco eliminó todos los inconvenientes de los diseños de válvulas anteriores.
Hörbiger registró una patente para su invención, que allanó el camino para la producción eficiente de acero y una mayor productividad en la minería, en la química de alta presión y la red global de intercambio de gases: nada de esto sería posible sin la válvula Hörbiger.
En 1900, Hanns Hörbiger y el ingeniero Friedrich Wilhelm Rogler fundaron una oficina de ingenieros en Budapest, que se mudó a Viena en 1903. En 1925 se había convertido en la empresa Hörbiger & Co. Alfred Hörbiger, uno de los hijos de Hörbiger, se unió a la compañía en 1925 y asumió la dirección, mientras que Hans Hörbiger se dedicó al estudio científico hasta su muerte en 1931. Otros dos hijos, Attila y Paul se convirtieron en actores.
La empresa se desarrolló rápidamente bajo la dirección de Alfred Hörbiger: se puso en servicio una instalación de producción en Viena y se estableció una empresa afiliada en Düsseldorf. Hörbiger se expandió a Inglaterra y concluyó numerosos acuerdos de licencia con los principales fabricantes de sopladores de pistón, compresores y motores diésel de barcos en Europa y América del Norte.
El éxito fue impulsado por la originalidad y el genio inventivo. La válvula de disco se volvió más sofisticada: Hörbiger desarrolló válvulas de resaltado o de alta presión, sistemas de control del compresor y placas de amortiguación. Para 1937, el 98 por ciento de la producción se destinaba a la exportación. El nombre Hörbiger se había convertido en una marca confiable en tecnología de válvulas y control para compresores. A fecha de 2019, la empresa de ingeniería fundada por Hanns Hörbiger todavía existe como HOERBIGER y es un importante proveedor de tecnología de compresión.

## La denominadaWelteislehre
Hoy en día, Hörbiger es recordado principalmente por su Teoría del mundo de hielo o Cosmogonía glacial (original en alemán: "Welteislehre"), que se presentó por primera vez en el libro de 1913, "Huracanes, caídas climáticas, desastres de granizo y duplicación del canal de Marte", escrito en colaboración con el astrónomo aficionado Philipp Fauth. Las teorías de Hörbiger fueron más tarde popularizadas por H.S. Bellamy, e influyó en Hans Robert Scultetus, jefe de la "Sección de Meteorología" de SS-Ahnenerbe, quien creía que "Welteislehre" podría usarse para proporcionar pronósticos meteorológicos precisos a largo plazo e incluso barajaron la posibilidad de situar telescopios en la isla de Sylt para espiar a Norteamérica

## La lengua "occidental"

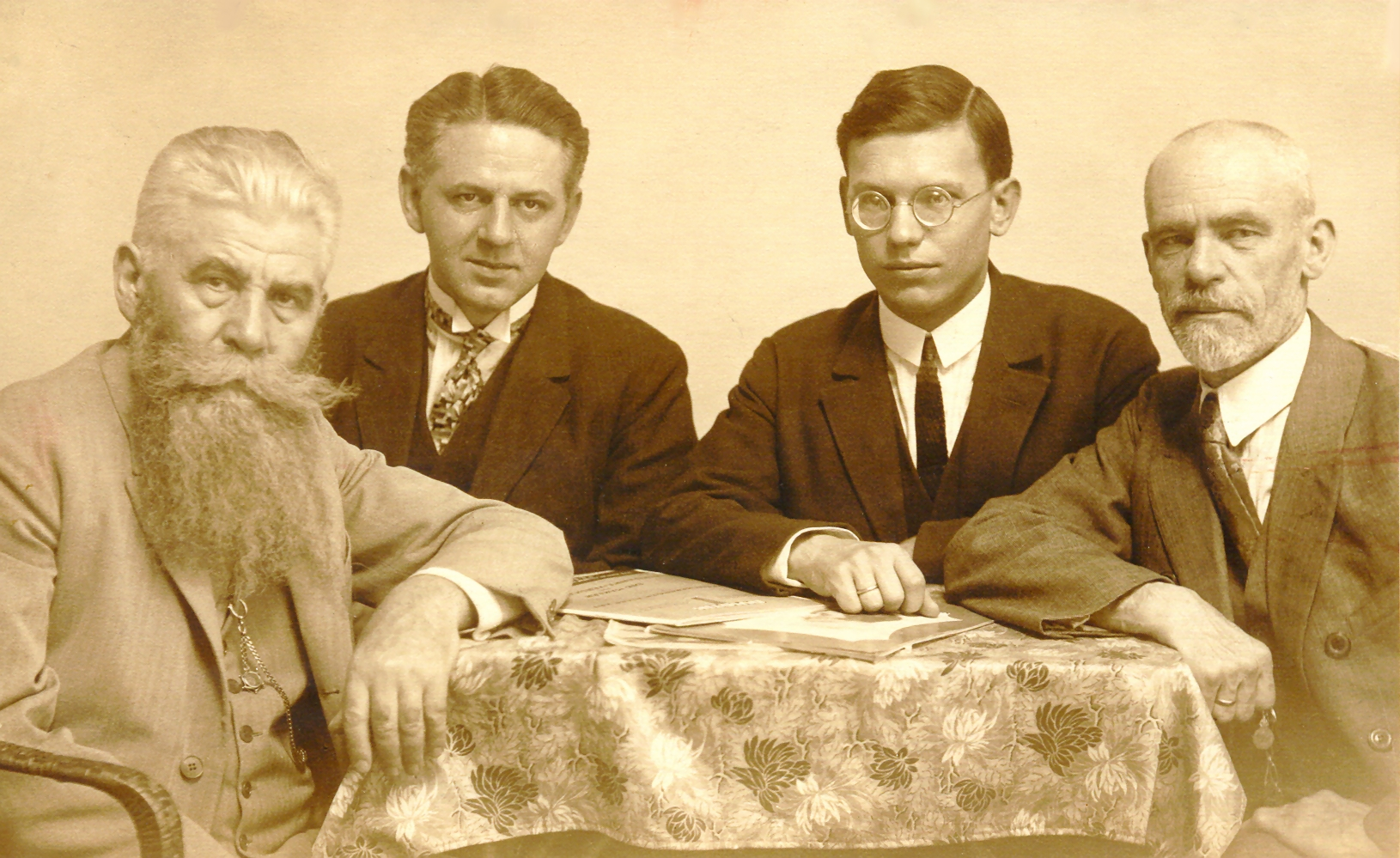
Hörbiger (a la izquierda) sentado junto al creador del idioma Occidental Edgar de Wahl (a la derecha).

Hörbiger fue uno de los primeros partidarios de la lengua construida denominada occidental, en la actualidad y de forma oficial conocido como interlingue. 
La novela "Lémej" (1993) del escritor argentino-israelí Gustavo Perednik, tiene a Hörbiger como protagonista. 

## Familia
Dos de sus hijos, Paul y Attila, fueron actores así como Mavie Hörbiger, nieta de Paul. 